# Harry Potter: Quidditch World Cup
Га́рри По́ттер: Чемпиона́т ми́ра по кви́ддичу (англ. Harry Potter: Quidditch World Cup) — компьютерная игра, разработанная Electronic Arts UK и изданная Electronic Arts. Игра является спортивным симулятором вымышленной игры квиддич (англ. quidditch), которая популярна в магическом мире Гарри Поттера.
Игра предназначена для игровых консолей Xbox, PlayStation 2, Nintendo GameCube, Game Boy Advance, а также PC-совместимых компьютеров.

## Сюжет игры
Сюжет игры основан на книгах Дж. К. Роулинг о Гарри Поттере.
Начинается с того, что вы выступаете за одну из 4 команд школы чародейства и волшебства Хогвартс, где повстречаете знакомых по книгам персонажей. Позже вы примете участие в чемпионате мира, где каждая национальная сборная обладает своим стилем и тактикой. Вы сможете управлять любым из 7 игроков команды, будете забивать квоффл, отбивать бладжеры и ловить снитч.
По мере того, как вы будете выполнять различные трюки и зарабатывать очки, вы будете получать коллекционные карточки.

## Геймплей
Вначале игрок летает за охотников (нападающих) и его задачей является передавать квоффл между ними пасами (по желанию) и забрасывать в кольца противника. Если квоффл отобран, то вы должны догнать его и отобрать назад.
Бонусы (даются за совершение комбинаций пасов):
- Ускорение. Игрок совершает сильный рывок вперёд. Эффективно, если соперник пытается отобрать мяч или же впереди некому давать пас.
- Бладжер. Позволяет на время вывести из строя охотника соперника и отобрать квоффл. Охотника в этот момент опекают свои загонщики, если бладжер попадёт в одного из них, то будет отбит. При удачном применении ловец противника получает штраф.
- Суперудар. Игрок забивает зрелищный гол: бросает квоффл в прыжке, совершает им «волейбольную подачу» или бьёт по мячу метлой. Суперудар можно применять и для отбора мяча. При удачном применении ловец противника получает штраф.
- Командный удар. Игроки, показывая отличную командную работу, забивают один или два гола (Когтевран — единственная команда, забивающая сразу три). В некоторых командных ударах участвуют не только охотники (например, близнецы Уизли или Виктор Крам). При удачном применении ловец противника получает штраф. Командные удары большинства сборных основаны на стереотипах той или иной страны:
  - Япония — явное использование восточных единоборств;
  - США — «баскетбольный» удар;
  - Англия — дым, появляющийся при командной атаке, красного, белого и синего цветов (цвета национального флага);
  - Австралия — удар в стиле «сёрфинга»;
  - Северная команда — за игроками тянутся ледяные следы, слепящие противника;
  - Испания — «танцевальный» удар;
  - Франция — удар в стиле «акробатики на трапеции»;
  - Болгария — удар, явно основанный на «финте Вронского» (опасное отвлечение ловца), упомянутом в книге «Гарри Поттер и Кубок огня»;
  - Германия — «футбольный» удар.

По мере увеличения числа очков и совершения комбинированных пасов или атак увеличивается длина полосок сбоку от счётчиков. Когда половины снитча сойдутся, они превратятся в снитч и управление переходит к ловцу, который может ускоряться за счёт золотистого следа снитча. По нажатию кнопки снитч оказывается схвачен, при этом внешне так не кажется.

## Команды
Лига Хогвартса в составе 1993—1994 года:
- Гриффиндор
- Слизерин
- Пуффендуй
- Когтевран

Сборные стран:
- Англия
  - Форма: клетчатая бело-красная
  - Стадион: классический травяной; окружён крепостной стеной
- США
  - Форма: сине-белая
  - Стадион: земляной, с парящими тыквенными фонарями и обилием лент с национальной символикой
- Япония
  - Форма: белая с красными узорами
  - Стадион: огромное озеро с лилиями и трибунами в виде пагод
- Германия
  - Форма: светло-фиолетовая с белым
  - Стадион: каменный, в «замковом» стиле, с узором в виде восьмиконечной звезды посередине; окружён хвойным лесом
- Испания
  - Форма: жёлто-красная
  - Стадион: крытый, с узкими окнами; сделан из красновато-коричневого камня
- Франция
  - Форма: светло-голубая (примечательно, что эта команда почти целиком состоит из девушек, за исключением вратаря)
  - Стадион: выполнен в стиле «сада-лабиринта», также имеется фонтан посередине
- Австралия
  - Форма: травянисто-зелёная (также участники играют босиком и имеют нарисованные на лице знаки)
  - Стадион: окружённый горами участок пустыни
- Болгария в составе 1994 года
  - Форма: красно-чёрная
  - Стадион: каменистый; в отличие от других игр, здесь они проводятся ночью, при полной луне, поэтому окружён факелами
- Сборная Северной Европы
  - Форма: национальный наряд из оленьих шкур
  - Стадион: гигантский каток в горах; от центра идут восемь зигзагообразных трещин.

## Рецензии
| Сводный рейтинг       | Сводный рейтинг     | Сводный рейтинг     | Сводный рейтинг     | Сводный рейтинг   | Сводный рейтинг     |
| Издание               | Оценка              | Оценка              | Оценка              | Оценка            | Оценка              |
| Издание               | GBA                 | GC                  | PC                  | PS2               | Xbox                |
| --------------------- | ------------------- | ------------------- | ------------------- | ----------------- | ------------------- |
| GameRankings          | 52,80 %             | 69,91 %             | 70,62 %             | 70,20 %           | 68,82 %             |
| Metacritic            | 53/100 (18 обзоров) | 68/100 (16 обзоров) | 69/100 (13 обзоров) | 68/100 (21 обзор) | 69/100 (14 обзоров) |
| MobyRank              |                     | 68/100              | 66/100              | 71/100            | 70/100              |
| «Критиканство»        |                     |                     | 63/100 (3 обзора)   |                   |                     |
| Иноязычные издания    |                     |                     |                     |                   |                     |
| Издание               | Оценка              | Оценка              | Оценка              | Оценка            | Оценка              |
| Издание               | GBA                 | GC                  | PC                  | PS2               | Xbox                |
| GameRevolution        |                     | C                   |                     | C                 | C                   |
| GameSpot              |                     |                     |                     |                   | 6,5/10              |
| GameSpy               | [ 18 ]              |                     | [ 19 ]              |                   |                     |
| IGN                   | 6,0/10              | 7,2/10              | 7,2/10              | 7,2/10            | 7,2/10              |
| Русскоязычные издания |                     |                     |                     |                   |                     |
| Издание               | Оценка              | Оценка              | Оценка              | Оценка            | Оценка              |
| Издание               | GBA                 | GC                  | PC                  | PS2               | Xbox                |
| Absolute Games        |                     |                     | 62 %                |                   |                     |
| «Домашний ПК»         |                     |                     | [ 24 ]              |                   |                     |